# 58941 Guishida
58941 Guishida este o planetă minoră (asteroid) din centura de asteroizi. A fost descoperită pe 22 august 1998 la Xinglong Station⁠(d) de Beijing Schmidt CCD Asteroid Program⁠(d). 
Obiectul prezintă o orbită caracterizată de o semiaxă mare de 2,4658755132184 UAi, o excentricitate de 0,11905081373941, o înclinație de 5,8046974944648 ° în raport cu ecliptica.